# Ludwig Pohle
Ludwig Pohle (* 3. April 1869 in Eisenberg; † 11. Januar 1926 in Oberhof) war ein deutscher Nationalökonom.

## Leben
Pohle absolvierte ein Studium der Rechtswissenschaft und Nationalökonomie an den Albert-Ludwigs-Universität Freiburg und der Universität Leipzig. Seit 1889 gehörte er der Leipziger Burschenschaft Germania an. Nach der Habilitation 1898 für Nationalökonomie an der Universität Leipzig war er seit 1901 Professor für Staatswissenschaft an der Akademie für Sozial- und Handelswissenschaften. Von 1918 bis 1925 lehrte er als ordentlicher Professor für Nationalökonomie an der Philosophischen Fakultät der Universität Leipzig.

## Schriften (Auswahl)
- Kapitalismus und Sozialismus. Betrachtungen über die Grundlagen der gegenwärtigen Wirtschaftsordnung sowie die Voraussetzungen und Folgen des Sozialismus, Leipzig-Berlin 1919, OCLC 81066448.
- Geldentwertung, Valutafrage und Währungsreform. Kritische Betrachtungen über die gegenwärtige Lage der deutschen Volkswirtschaft, Leipzig 1920, OCLC 34754924.
- Die Entwicklung des deutschen Wirtschaftslebens im letzten Jahrhundert. 5 Vorträge, 5. Auflage, Leipzig-Berlin 1923, OCLC 680583997.